# Von Iva
 (octobre 2013).

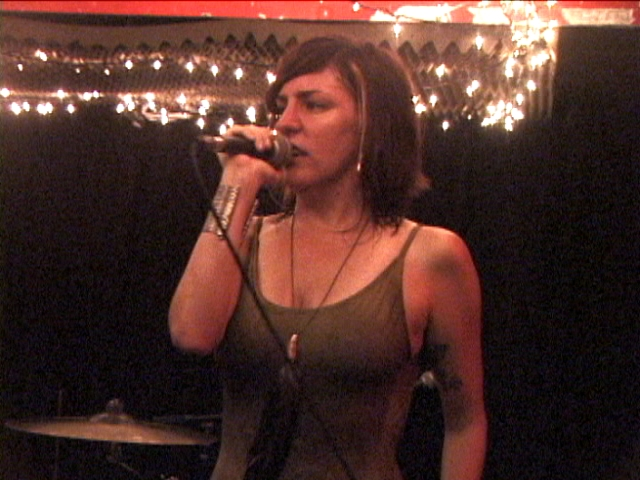
Jillian Iva en 2007.

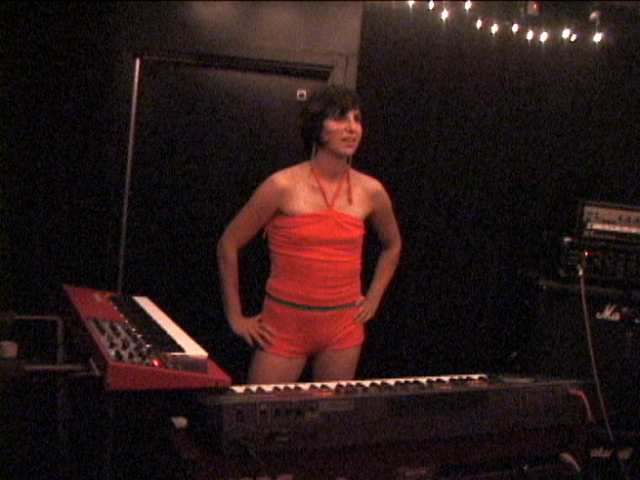
Bex en 2007.

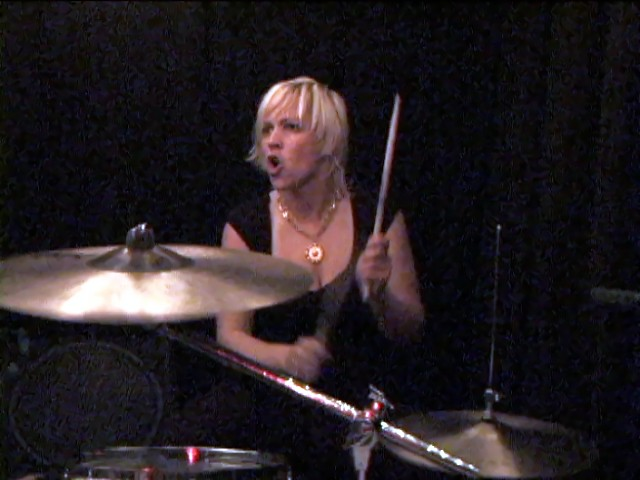
Lay Lay en 2007.

Von Iva est un groupe d'electro soul-punk féminin originaire de San Francisco. À l'origine, elles étaient quatre, mais ne sont plus que trois aujourd'hui.

## Membres

### Formation actuelle
- Jillian Iva : chant
- Bex (Rebecca Kupersmith) : clavier
- Lay Lay (Kelly Harris) : batterie

### Ancien membre
- Elizabeth Davis-Simpson : basse (ex-7 Year Bitch)

## Discographie

### EPs
- 2004 : Von Iva Cochon Records
- 2007 : Our Own Island Ruby Tower Records
- 2008 : Girls on Film Von Iva Music

### Compilations
- 2004 : Not Hot To Trot (+ Invisibles Remix) (The Rebel Sounds of) Frisco Disco #1: Vanishing / Von Iva PrinceHouse Records
- 2006 :  Soulshaker dans Greetings from Norcal - The Northern California Compilation Agent Records
- 2007 : Same Sad Song dans Nostalgia Del Buio Cochon Records

## Apparitions
En 2007, le groupe joue dans le 6e épisode de l'émission de téléréalité Curl Girls.
En 2008, le groupe apparaît dans le film Yes Man.
En 2009, elles font partie de la Hell on Heels Tour et apparaissent en direct à la Knitting Factory à Hollywood, en Californie.